# Exaerete azteca
Exaerete azteca är en biart som beskrevs av Jesus Santiago Moure 1964. Exaerete azteca ingår i släktet Exaerete, tribus orkidébin, och familjen långtungebin. Inga underarter finns listade.